# Università popolare
L'Università popolare foi um jornal italiano fundado pelo anarquista Luigi Molinari em 1901, na comuna de Mântua, na região da Lombardia; e continuou sua publicação até o ano de 1918. O jornal fazia parte do movimento da auto-educação dos trabalhadores livres, particularmente inspirado pela Escuela Moderna espanhola, de Francisco Ferrer. Os trabalhadores ensinavam a si mesmos latim, psicologia, física, entre outros assuntos geralmente reservados para a classe dominante, como parte da própria auto-emancipação, livre de políticas dogmáticas.

## Relações externas
- Libera Università Popolare (Universidade Popular Livre) - História dos movimentos mundiais de educação libertária e de sua organização na Itália no início do século XX (em italiano)